# Cicindela restricta
Cylindera restricta  (лат.) — вид жуков-жужелиц из подсемейства скакунов. Бореальный восточно-палеарктический вид. Россия (Алтай, Саяны, Средняя Сибирь, Прибайкалье, Забайкалье, Северо-Восточная Сибирь, Дальний Восток); Монголия, Северный и Северо-Восточный Китай. Длина тела имаго около 1 см. В Бурятии обитает на песчаных осыпях в тайге, по остепненным участкам речных долин (террасам и на вырубках сосново-лиственничных лесов), на заливной песчано-галечниковой отмели.